# Парораспределительный механизм Вальсхарта

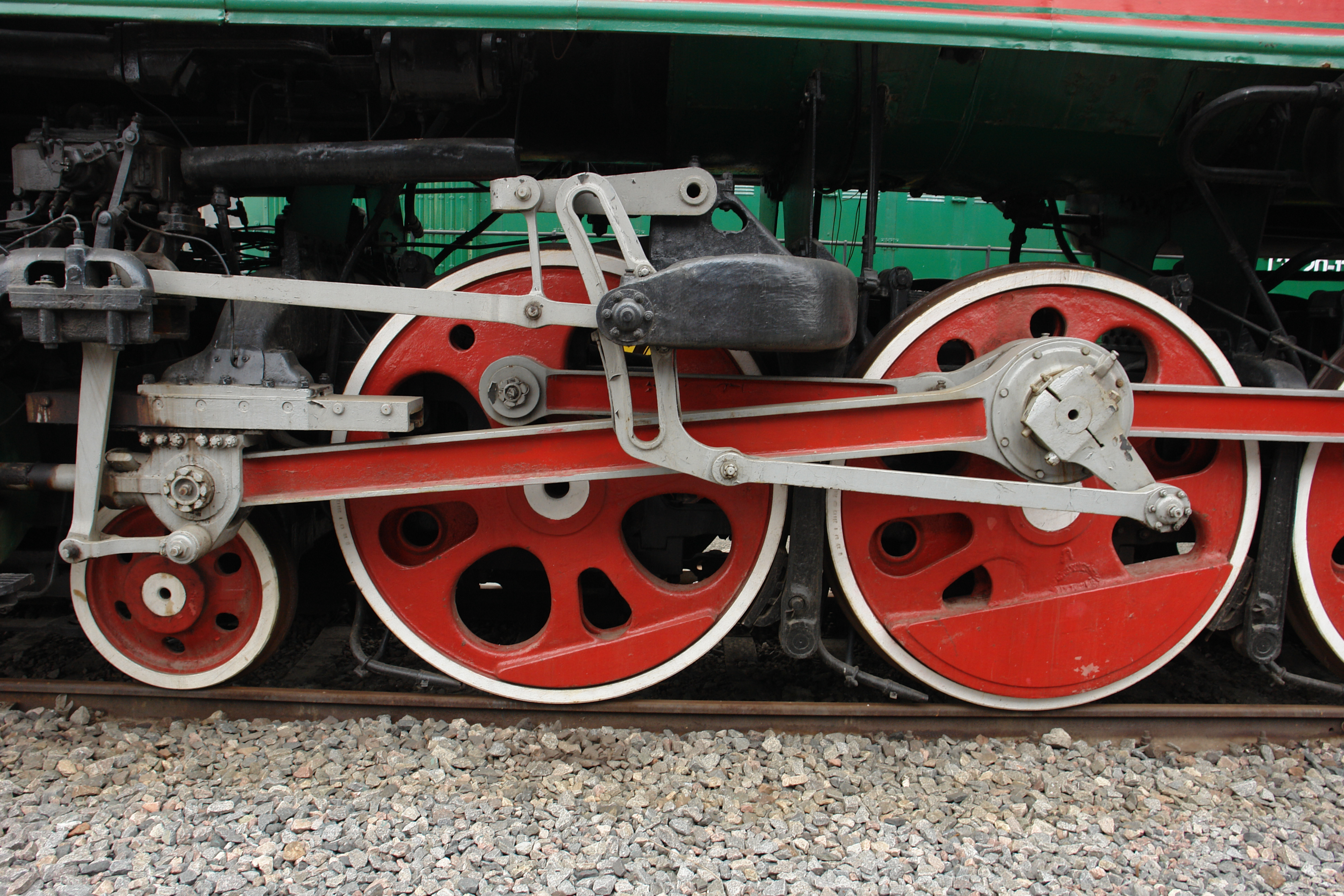
Парораспределительный механизм Вальсхарта (паровоз П36)

Парораспределительный механизм Вальсхарта — тип парораспределительного механизма, изобретённый бельгийским инженером Эджидом Вальсхартом в 1844 году (запатентован в 1848 году). В 1849 году аналогичный парораспределительный механизм был запатентован немецким инженером Эдмундом Гейзингером фон Вальдегом (нем. Edmund Heusinger von Waldegg; 1817—1886), Из-за этого данный парораспределительный механизм могут называть как именем Вальсхарта, так и Гейзингера (данный вариант названия был весьма распространён в СССР и, по настоящее время — в Германии), а иногда и вовсе — Вальсхарта-Гейзингера. В 1870 году данный механизм был впервые применён на паровозе, а начиная с 1900-х его стали использовать на подавляющем большинстве паровозов вплоть до заката эры паровозостроения.

## Название
На английском языке (англ. Walschaerts valve gear) механизм запатентован под названием «Walschaert valve gear» с ошибкой в фамилии автора.

## История

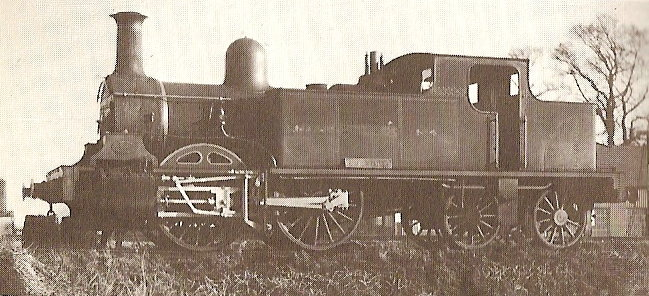
Одиночный паровоз Ферли 0-2-2 1878 года (Железная дорога Суиндона, Мальборо и Эндовера) — первый британский паровоз с парораспределительным механизмом Вальсхарта

Механизм Вальсхарта распространялся медленно, и в течение XIX века наиболее широко применяли парораспределительный механизм Стефенсона. Преимуществом механизма Вальсхарта было расположение всех его частей снаружи паровоза, что позволяло не загромождать пространство между продольными деталями рамы и облегчало обслуживание и регулировку. По этой причине он применялся на сочленённых паровозах.
Первый паровоз с механизмом Вальсхарта построен в Бельгии на заводе в Тюбизе (Валлония). На венской выставке 1873 года он получил золотую медаль.
В 1874 году на заводе Avonside Engine Company заказ на два паровоза капской колеи системы «двойной Ферли» NZR B class разместил департамент железных дорог Новой Зеландии. Вероятно, это был первый паровоз с механизмом Вальсхарта, произведённый в Британии.
В Северной Америке первым паровозом с механизмом Вальсхарта был, вероятно, узкоколейный Mason Bogie системы Ферли образца 1874 года.
Первым применявшимся в Британии паровозом с этим механизмом стал танк-паровоз «одиночный Ферли» 0-2-2, экспонированный в Париже в 1878 году и приобретённый железной дорогой Суиндона, Мальборо и Эндовера в марте 1882 года Согласно Аронсу, паровоз почти не работал, потому что никто не умел настроить новый механизм, вследствие чего он потреблял колоссальное количество топлива.
В XX веке механизм Вальсхарта стал наиболее широко используемым типом парораспределительного механизма, особенно на крупных паровозах. В Европе он был почти повсеместным, в Северной Америке на равных конкурировал с механизмом Бейкера.
В Германии и соседних странах (например, в Польше или Чехословакии), механизм Вальсхарта называют именем Гейзингера, который независимо изобрёл его в 1849 году. Механизм Гейзингера ближе к наиболее распространённому конечному варианту, но большинство источников сходятся на том, что и патент Вальсхарта достаточно близок.

## Назначение

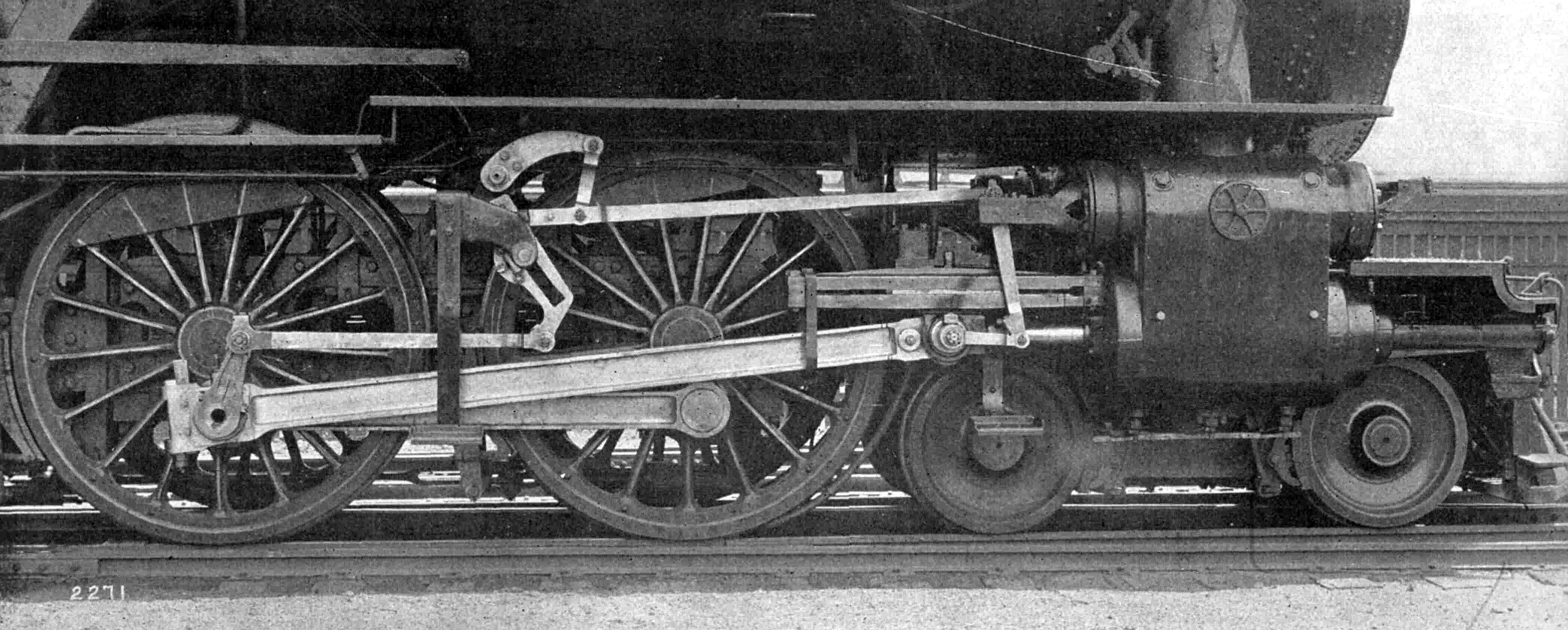
Механизм Вальсхарта на паровозе E6s Пенсильванской железной дороги

Усовершенствованием механизма Вальсхарта по сравнению с ранним механизмом Стефенсона является возможность задать паровой машине непрерывный ряд режимов от режима наибольшей мощности до режима наибольшей экономичности, причём в любом режиме механизм удовлетворяет двум условиям:
1. Золотник открывает доступ пара в цилиндр чуть раньше начала хода поршня, и, таким образом, давление пара обеспечивает наибольшую движущую силу.
2. Золотник открывает выхлоп пара в атмосферу несколько раньше, чем поршень пойдёт обратно, чтобы упругость пара не препятствовала этому движению.

В экономичном режиме доступ пара отсекается на части рабочего хода в точке, установленной машинистом. Выхлоп в этот момент тоже закрыт, и порция пара расширяется со снижением давления. Таким образом энергия пара используется полнее даже в отсутствие конденсатора. Механизм Вальсхарта позволяет машинисту изменять отсечку пара, не изменяя момента впуска.
Экономичный режим также требует открытого регулятора и давления в котле, близкого к максимальному, чтобы повысить теоретический предел КПД машины. Мощность машина должна быть при этом подобрана так, чтобы наибольшую часть времени (например, при движении расчётного поезда по ровному участку пути с постоянной скоростью) паровоз работал в наиболее экономичном с точки зрения расхода пара режиме.
Когда необходима большая мощность, например, при разгоне со станции или на подъёме, механизм позволяет сместить точку отсечки ближе к концу хода поршня. Таким образом, почти на всём протяжении хода поршень испытывает полное давление пара из котла. При этом выхлоп начинается также почти с полного давления пара, который при этом бесполезно теряется в атмосферу, не совершая работы за счёт своей внутренней энергии.
Этот выхлоп создаёт громкое сопение, которое люди привычно ассоциируют с паровозами, потому что видят их чаще всего при начале движения от станции, но правильно установленная отсечка даёт на выхлопе только негромкое шипение, а перекрытие выхлопов двух цилиндров приводит к почти ровному шипящему звуку машины.

## Устройство
1. контркривошип;
2. кулисная тяга;
3. тяга к реверсу;
4. подвеска;
5. двуплечий рычаг;
6. переводной вал;
7. кулиса;
8. золотниковая тяга;
9. ползун;
10. направляющая штока золотника;
11. поводок маятника;
12. маятник;
13. золотниковый шток;
14. золотник

Основное движение передаётся с ползуна крейцкопфа 9 поводком 11 на нижний конец маятника 12.
Вторичное движение, служащее для изменения амплитуды и направления движения золотника, получается с помощью сравнительно сложной механической системы:
Контркривошип 1 наглухо посажен на шейку кривошипа главного ведущего колеса. Это единственное место на колёсах, к которому можно присоединить какие-либо рычаги, не мешая работе шатуна или спарника. Положение контркривошипа таково, что точка присоединения кулисной тяги 2 сдвинута по фазе относительно основного движения на 90 градусов (четверть периода).
Кулисная тяга приводит в колебание кулису 7, которая качается на оси посередине, закреплённой на раме локомотива. В прорези кулисы при помощи кулисного камня укреплён шарнир золотниковой тяги 8. Камень способен скользить в радиусной прорези кулисы.
Вертикальное положение кулисного камня устанавливается из кабины машинистом при помощи реверсорной тяги 3, подвески 4, двуплечего подъёмного рычага 5 и реверсного вала 6.
Таким образом на верхний конец маятника 12 передаётся вторичное движение, сдвинутое по фазе относительно основного и управляемое машинистом. Маятник суммирует эти два движения на штоке золотника 13 при помощи направляющей 10.

### Разные типы золотников
Механизм Вальсхарта может работать как с золотниками, в которые пар подаётся в середину (внутренняя подача, как изображено и описано выше), так и с золотниками, в которых посередине выхлоп, а подача пара — по сторонам (внешняя подача — некоторые типы поршневых и все коробчатые золотники). При подаче по сторонам золотниковая тяга 8 присоединяется к маятнику 12 ниже штока золотника 13, а не выше него, как при внутренней подаче.

### Проектирование
Для того, чтобы спроектировать механизм Вальсхарта, необходимо определить отношение плеч маятникового рычага 12. Перемещение поводка маятника 11 на половину хода поршня должно вызывать перемещение конца штока золотника 13 на величину перекрытия плюс величину раскрытия. На маятнике отношение расстояния от шарнира поводка до шарнира золотниковой тяги к расстоянию от шарнира штока золотника до шарнира золотниковой тяги должно быть равно отношению половины хода поршня к сумме раскрытия и перекрытия в золотнике.
Когда поршень находится в мёртвой точке движение золотниковой тяги не должно вызывать перемещения золотника (чтобы момент впуска оставался на месте при регулировке отсечки). Поэтому радиус прорези в кулисе должен быть равен длине золотниковой тяги.
Контркривошип рассчитывается так, чтобы обеспечивать необходимую величину амплитуды колебаний кулисы.

## Принцип действия

Анимация механизма Вальсхарта

Механизм использует комбинацию двух движений: основное движение ползуна передаётся на нижний конец маятника 12, а дополнительное — на его верхний конец через кулису. Ход золотника равен удвоенной сумме величины перекрытия окна и величины раскрытия окна.
Пусть машинист установил рычаг реверсора так, что кулисный камень оказался посредине кулисы. В этом положении ход верхнего конца маятника наименьший, и ход золотника тоже, что даёт наименьшее раскрытие при впуске и выхлопе.

Принцип реверсирования

Если установить кулисный камень внизу прорези кулисы 7, ход золотника увеличивается, увеличивается и раскрытие. Это режим наибольшего тягового усилия, который используется при разгоне с места. Аналогично при установке кулисного камня вверху прорези кулисы, наибольшая мощность достигается при ходе назад. (На некоторых паровозах положение камня вверху кулисы означает ход вперёд. Чаще так бывает на танк-паровозах, которые работают передним и задним ходом в равной степени).
После разгона машинист устанавливает реверсор ближе к середине, уменьшая отсечку, чтобы сберечь пар. Тяговое усилие паровоза уменьшается, а мощность растёт.

## Модификации
Существует множество модификаций механизма Вальсхарта, в том числе:
- Бейкера
- Багулея[англ.]
- Бэгнелла-Прайса[англ.]
- Маршалла[англ.]
- Куна[англ.]